# Heinrich von Blumenthal (General)
Heinrich Karl Elie Blumenthal, seit 1864 von Blumenthal (* 9. Juni 1815 in Oranienburg; † 12. Mai 1892 in Kassel) war ein preußischer General der Infanterie.

## Leben

### Herkunft
Heinrich war ein Sohn des Bürgermeisters und Steuerrendanten von Oranienburg, Friedrich Wilhelm Ferdinand Becker († 1839) und dessen Ehefrau Julie Auguste, geborene Blumenthal († 1865).

### Militärkarriere
Becker besuchte das Joachimsthalsche und das Köllnische Gymnasium in Berlin. Anschließend trat er am 8. Oktober 1832 als Musketier in das 6. Infanterie-Regiment der Preußischen Armee ein, avancierte am 28. September 1834 zum überzähligen Sekondeleutnant und wurde am 17. März 1835 in den Etat einrangiert. Zur weiteren Ausbildung absolvierte er ab Oktober 1837 für drei Jahre die Allgemeine Kriegsschule und war im Anschluss für ein Jahr zur Garde-Artillerie-Brigade kommandiert. Von Ende Mai 1842 bis zum Mitte März 1845 folgte eine Kommandierung zur Topographischen Abteilung des Großen Generalstabes. Ab September 1845 war Becker als Adjutant und Rechnungsführer des II. Bataillons im 6. Landwehr-Regiment tätig. In dieser Eigenschaft nahm er im April 1848 während der Niederschlagung des Aufstandes in der Provinz Posen am Gefecht bei Xions teil. Am 28. November 1848 wurde er Adjutant der 5. Landwehr-Brigade und am 1. Juni 1849 als Adjutant der mobilen Brigade unter Generalmajor von Hobe kommandiert. Daran schloss sich am 20. November 1850 eine Kommandierung als Adjutant der mobilen 10. Infanterie-Division an, bevor Becker am 15. Januar 1851 in seine Stellung als Adjutant der 5. Landwehr-Brigade zurückkehrte. Kurzzeitig war er von Anfang Mai bis Mitte Oktober 1852 Adjutant der 9. Infanterie-Brigade in Frankfurt (Oder). Als Hauptmann war er anschließend Chef der 2. Kompanie seines Stammregiments. Unter Beförderung zum Major wurde Becker am 19. August 1858 zum Kommandeur des II. Bataillons im 20. Landwehr-Regiment ernannt. Am 8. Mai 1860 folgte seine Kommandierung als Bataillonsführer zum 20. kombinierten Infanterie-Regiment, aus dem zum 1. Juli 1860 das 7. Brandenburgische Infanterie-Regiment Nr. 60 hervorging. Er erhielt das Kommando über das II. Bataillon und am 28. September 1861 die Erlaubnis zur Annahme und Führung des Namens „Blumenthal“.
Als Oberstleutnant nahm er 1864 während des Krieges gegen Dänemark am Gefecht von Missunde, dem Sturm auf die Düppeler Schanzen und dem Übergang nach Alsen teil. Wegen „bewiesener Tapferkeit vor dem Feinde“ wurde er am 10. März 1864 in den erblichen preußischen Adelsstand erhoben und Mitte November 1864 mit dem Roten Adlerorden IV. Klasse mit Schwertern ausgezeichnet. Am 14. August 1865 beauftragte man Blumenthal zunächst mit der Führung des 2. Ostpreußischen Grenadier-Regiments Nr. 3 in Gumbinnen und ernannte ihn am 3. April 1866 zum Regimentskommandeur. In dieser Eigenschaft avancierte er am 8. Juni 1866 zum Oberst und führte seinen Verband im darauffolgenden Krieg gegen Österreich in den Schlachten bei Trautenau, Königgrätz und Tobitschau. Für sein Wirken erhielt er am 20. September 1866 den Roten Adlerorden III. Klasse mit Schwertern und am 18. September 1869 den Kronen-Orden II. Klasse. Im Vorfeld des Krieges gegen Frankreich wurde Blumenthal am 14. Juli 1870 zum Kommandeur der 35. Infanterie-Brigade ernannt und am 26. Juli 1870 zum Generalmajor befördert. Während des Kriegs nahm er an den Schlachten bei Colombey, Gravelotte, Noisseville, Orleans, Beaugency, Le Mans und der Belagerung von Metz teil. Neben beiden Klassen des Eisernen Kreuzes wurde Blumenthal am 18. Januar 1871, dem Tag der Kaiserproklamation in Versailles, mit dem Orden Pour le Mérite ausgezeichnet.
Nach dem Krieg beauftragte man Blumenthal am 18. Januar 1874 zunächst mit der Führung der 22. Division, ernannt ihn am 12. September 1874 zum Kommandeur dieser Division und befördert ihn am 19. September 1874 zum Generalleutnant. In dieser Stellung wurde er mit dem Waldeckschen Militär-Verdienstkreuz I. Klasse, dem Roten Adlerorden I. Klasse mit Eichenlaub und Schwertern am Ringe sowie dem Großkreuz des Hausordens vom Weißen Falken ausgezeichnet. Unter Verleihung des Charakters als General der Infanterie wurde Blumenthal am 15. September 1881 mit Pension zur Disposition gestellt.
Er starb am 12. Mai 1892 in Kassel.
In der Begründung zur Verleihung des Ordens Pour le Mérite schrieb der Generalleutnant Karl von Wrangel: „General von Blumenthal hat auch in den Gefechten am 3. und 4.12.1870 seine Kaltblütigkeit und seinen richtigen militärischen Blick bei Führung seiner Brigade aufs Neue gezeigt. Durch seine unmittelbare Einwirkung erfolgte der brillante Sturm des Dorfes Cercottes durch das 9. Jägerbataillon und das 36. Regiment im richtigen Augenblick und mit bestem Erfolge.“

### Familie
Blumenthal heiratete am 13. November 1845 in Glogau Marie Freiin von Seydlitz-Kurzbach (1823–1896). Aus der Ehe ging der spätere preußische Major Heinrich von Blumenthal (1846–1899) hervor, der in erster Ehe mit Eugenie Greiner (1845–1875) und nach deren Tod mit Maja Otten (* 1854) verheiratet war.